# Рефельд, Фабиан
Фабиан Рефельд (нем. Fabian Rehfeld; 23 января 1842, Тухель — 11 ноября 1920, Берлин) — немецкий скрипач и композитор еврейского происхождения.
Учился в Берлине у Августа Циммермана и Адольфа Грюнвальда. В 1853 году дебютировал с концертом в Берлинской певческой академии, где и дальше регулярно выступал. С 1868 года играл в оркестре Берлинской придворной оперы, в 1873—1898 гг. её концертмейстер. В 1903 году получил почётное звание профессора. Занимался педагогической работой (так, у него учился игре на скрипке Пауль Беккер).
Автор многочисленных салонных пьес для своего инструмента; особой популярностью на рубеже веков пользовался Испанский танец Op. 58, No. 1 (1892), записанный несколькими исполнителями (в том числе Вашей Пржигодой). Рефельду также принадлежит ряд обработок. Составил несколько сборников популярных скрипичных пьес, а также первые три выпуска альманаха «Пение и музыка в XIX—XX веках: Серьёзное и весёлое из царства звуков» (нем. Sang und Klang im XIX./XX. Jahrhundert: Ernstes und Heiteres aus dem Reiche der Töne).
Рефельду посвящён скрипичный концерт Филиппа Рюфера.